# Улица Засодимского
Улица Засо́димского (бывшая улица Ильи́нская) — улица в центральной части Вологды. Проходит от улицы Маяковского до улицы Ленинградской. Находится в историческом районе Верхний Посад. Здесь сохранились несколько деревянных памятников архитектуры, а также церковь Ильи Пророка в Каменье (около 1698 г.) и церковь Варлаама Хутынского (1780 г.).

## История
Улица сформировалась в конце XVIII — первой половине XIX вв. в соответствии с Высочайше конфирмованным планом Вологды 1781 года.
Изначально называлась Ильинской (название впервые фиксируется планом Вологды 1908 года) по располагавшейся на ней церкви Ильи Пророка. 9 мая 1936 года переименована в улицу Засодимского в честь писателя Павла Засодимского, который проживал в Вологде в 1868—1889 годах.
На 1977 год улица, расположенная в историческом центре города, считалась градостроителями «заповедной»: новая застройка на ней не производилась, на ней сохранилось большое число деревянных исторических домов, дополненных церквями Ильи Пророка и Варлаама Хутынского. По генеральному плану предполагалось, что улица войдёт в парковую зону, предлагалось также перенести на неё часть старинных вологодских домов из кварталов, попадающих под новую застройку.
Дом Воробьева, расположенный на улице Засодимского, 14, в 1995 году «снимался» в фильме Николая Досталя «Мелкий бес».

## Описание
Улица Засодимского расположена в историческом центре Вологды, возле Кремлёвского сада. Улица начинается от сада (Ленинградская улица) и идёт до улицы Маяковского, изламываясь возле церквей Варлаама Хутынского и Ильинской.